# Río Musselshell
El río Musselshell (en inglés: Musselshell River, que significa, «concha de mejillón») es un río del noroeste de Estados Unidos, uno de los principales afluentes del curso alto del río Misuri. Tiene una longitud de 550,2 km, que llega a los 684−805 km si se cuentan sus fuentes, que lo sitúan entre los 50 ríos más largos de los Estados Unidos.
Administrativamente, el río discurre íntegramente por el estado estadounidense de Montana, siendo uno de los principales ríos del estado y de los más largos de los que discurren exclusivamente por Montana.

## Geografía
El río Musselshell nace en la parte central del estado de Montana, en el oeste del Condado de Wheatland, cerca de Martinsdale. Nace en la vertiente oriental de las Montañas Rocosas por la confluencia de sus dos principales fuentes, los ramales North Fork (unos 56 km) y South Fork. El North Fork recoge muchos pequeños ríos y arroyos que drenan la vertiente meridional de las montañas Little Belt (Little Belt Mountains) y la vertiente septentrional de las más pequeñas montañas Castle (Castle  Mountains). El South Fork, a su vez, drena la vertiente meridional de las Castle y parte de las montañas Crazy (Crazy Mountains). 
El río Musselshell en un típico río de llanura, discurriendo por un valle muy amplio y describiendo a lo largo de su curso amplios meandros, y revueltas, que se acentúan en su curos bajo. El río discurre primero en dirección este, pasando por las localidades de Twodot y Harlowton (1.062 hab.), pasada la cual recibe por la derecha, procedente del sur, las aguas del arroyo Americano (American Creek). Sigue el río en dirección ESE, llegando a Shawmut  —donde está el Parque Estatal Deadman's Basin Death, con el embalse del mismo nombre— y luego a Barber. Vuelve a encaminarse al Este, entrando en el condado de Golden Valley y pasando por la pequeña población de Ryegate, y, después recibe por la derecha, procedente del oeste, al arroyo Fish (Fish Creek) y aguas abajo, poco después, esta vez por la izquierda, y procedente del norte, las aguas del arroyo Carless (Careless Creek), que drenan las montañas Big Snowy. Sigue por Lavina y entra en el condado homónimo de Musselshell, donde llega al poco a la pequeña Bundy, donde el río comienza a virar hacia el Noroeste. Pasa por Elso, Riverside, Roundup (1.931 hab.), Gage, Musselshell (62 hab.) (la localidad que le da nombre), Queen's Point, y Bascon. 
Después se encamina en dirección norte, en el tramo final en el que apenas hay ningún asentamiento en sus orillas y en el que el río parece no avanzar con sus tortuosos meandros y varios brazos. Recibe por la izquierda al arroyo Flatwillow (Flatwillol Creek)  y llega finalmente a la cola de unos de los brazos del gran embalse o lago de Fort Peck (la mayor presa hidroeléctrica de los EE. UU. y el tercer mayor embalse artificial del país por superficie), donde se une al río Misuri.
El río Musselshell se utiliza ampliamente para el riego, habiéndose construido varios embalses en sus inmediaciones, como el de Martinsdale, el de Deadman's Basin y el Mason, además de bastantes más de menor tamaño para regar las tierras limítrofes.

## Historia
El río Musselshell fue «descubierto» para los occidentales en la expedición de Lewis y Clark de 1804-8006, aunque ya antes era conocido por los tramperos franceses. En 1805, cuando navegando remontaban el río Misuri, nombraron el río, porque, como los indios y esos tramperos franceses antes que ellos, encontraron mejillones de agua dulce en sus orillas.